# فرودگاه تک‌باند اجائکوتا
فرودگاه تک‌باند اجواکوتا (به انگلیسی: Ajaokuta Airstrip) یک فرودگاه همگانی است که یک باند فرود آسفالت دارد و طول باند آن ۱۵۱۹ متر است. این فرودگاه در کشور نیجریه قرار دارد و در ارتفاع ۱۸۹ متری از سطح دریا واقع شده‌است.